# Straszak natalski
Straszak natalski (Hadromophryne natalensis) – gatunek płaza bezogonowego z rodziny straszakowatych (Heleophrynidae); jedyny przedstawiciel rodzaju Hadromophryne.

## Występowanie
Gatunek ten żyje w Lesotho, wschodniej i północno-wschodniej Południowej Afryce oraz Eswatini, na terenie Gór Smoczych i gór Maloti. Jego siedliskiem są lasy, łąki i rzeki strefy klimatu umiarkowanego. Jest spotykany w przedziale wysokości 580–2675 m n.p.m.

## Status zagrożenia
Kategoria zagrożenia według Czerwonej księgi gatunków zagrożonych IUCN: LC (least concern, najmniejszej troski).